# ريتشارد بالدوين
ريتشارد بالدوين (بالإنجليزية: Richard Baldwin) هو اقتصادي أمريكي، ولد في القرن العشرين.